# Milan Purović
Milan Purović (Podgorica, 1985. május 7. –) montenegrói válogatott labdarúgó.

## Pályafutása

### Klubcsapatban
Purovic pályafutását a Budućnost Podgoricában kezdte, ahol 2002 és 2005 között 72 bajnoki mérkőzésen 29 gólt szerzett. 2005 nyarán igazolt a Crvena zvezdához. Első szezonjában 11 alkalommal volt eredményes a bajnokságban 24 mérkőzés alatt, így Nikola Žigić és Boško Janković mögött harmadik lett a góllövő listán. A kupadöntőben 4-2-re győzték le az OFK Beograd csapatát.  Purović a következő szezonban bemutatkozhatott a nemzetközi kupákban is, az UEFA-kupa második selejtezőkörében továbbjutást érő gólt is szerzett a portugál SC Braga ellen. 2007-ben a Sporting Lisszabon szerződtette, de itt nem kapta meg igazán az esélyt a bizonyításra, többször is kölcsönadták más csapatoknak, többek közt a Videotonnak, az Olimpija Ljubljanának, vagy a Cercle Brugge-nek. Később még megfordult az OFK Beograd és a Metalurh Zaporizzsjában is, 2017 júniusától pedig a Radnik Surdulica játékosa.

### A válogatottban
2006-ban tagja volt az U21-es Európa-bajnokságon elődöntős csapatnak, és szerepelt a 2002-es U17-es labdarúgó-Európa-bajnokságon is. 2006 és 2007 között hat alkalommal viselte a montenegrói válogatott mezét.

## Mérkőzései a montenegrói válogatottban
| #  | Dátum                | Ellenfél     | Eredmény | Kiírás              | Esemény |
| -- | -------------------- | ------------ | -------- | ------------------- | ------- |
| 1. | 2007. március 24.    | Magyarország | 2 – 1    | barátságos mérkőzés | 46' 68' |
| 2. | 2007. június 1.      | Japán        | 0 – 2    | Kirin-kupa          |         |
| 3. | 2007. június 3.      | Kolumbia     | 0 – 1    | Kirin-kupa          | 79'     |
| 4. | 2007. augusztus 22.  | Szlovénia    | 1 – 1    | barátságos mérkőzés | 74'     |
| 5. | 2007. szeptember 12. | Svédország   | 1 – 2    | barátságos mérkőzés | 72'     |
| 6. | 2008. május 27.      | Kazahsztán   | 3 – 0    | barátságos mérkőzés | 74'     |
| 7. | 2008. május 31.      | Románia      | 0 – 4    | barátságos mérkőzés | 74'     |

## Sikerei, díjai
FK Crvena zvezda:
- Szerb labdarúgó-bajnokság bajnok: 2006-07

Sporting CP:
- Portugál labdarúgó-bajnokság ezüstérmes: 2007-08
- Portugál labdarúgókupa döntős: 2008

Videoton FC:
- Magyar labdarúgó-bajnokság ezüstérmes: 2009-10

Szerbia és Montenegró U21:
- U21-es labdarúgó-Európa-bajnokság elődöntős: 2006